# Ophidion welshi
Ophidion welshi är en fiskart som först beskrevs av Nichols och Breder 1922.  Ophidion welshi ingår i släktet Ophidion och familjen Ophidiidae. Inga underarter finns listade i Catalogue of Life.